# Moerasscherm
Moerasscherm (Apium) is een geslacht uit de schermbloemenfamilie (Umbelliferae oftewel Apiaceae). Het geslacht telt ongeveer twintig soorten, die wereldwijd in gematigde streken voorkomen, overwegend op het noordelijk halfrond. In de tropen komen de soorten in gebergtes voor.

## Algemeen
De soorten kunnen één, twee- of meerjarig zijn. De planten hebben verspreid staande, enkelvoudig geveerde bladeren en schermen met groenwitte bloemen.
De selderij (Apium graveolens) wordt reeds lang als medicinale plant en als groente geteeld. De naam selderij is afkomstig van het Oudgriekse 'sélinon' via het Lombardische 'selleri', het meervoud van 'sellero'.
In België en Nederland komen voor:
- Selderij (Apium graveolens)
- Ondergedoken moerasscherm (Apium inundatum)
- Groot moerasscherm (Apium nodiflorum)
- Kruipend moerasscherm (Apium repens)

## Ecologie
Moerasschermsoorten zijn waardplant voor de late koolmot (Evergestis forficalis).
- Het Groot moerasscherm is waardplant voor Depressaria ultimella en Depressaria pastinacella.
- De selderij is waardplant voor Papilio aegeus, Papilio brevicauda, Papilio machaon sylvinus, Papilio polyxenes asterius, Papilio zelicaon en Samia cynthia.

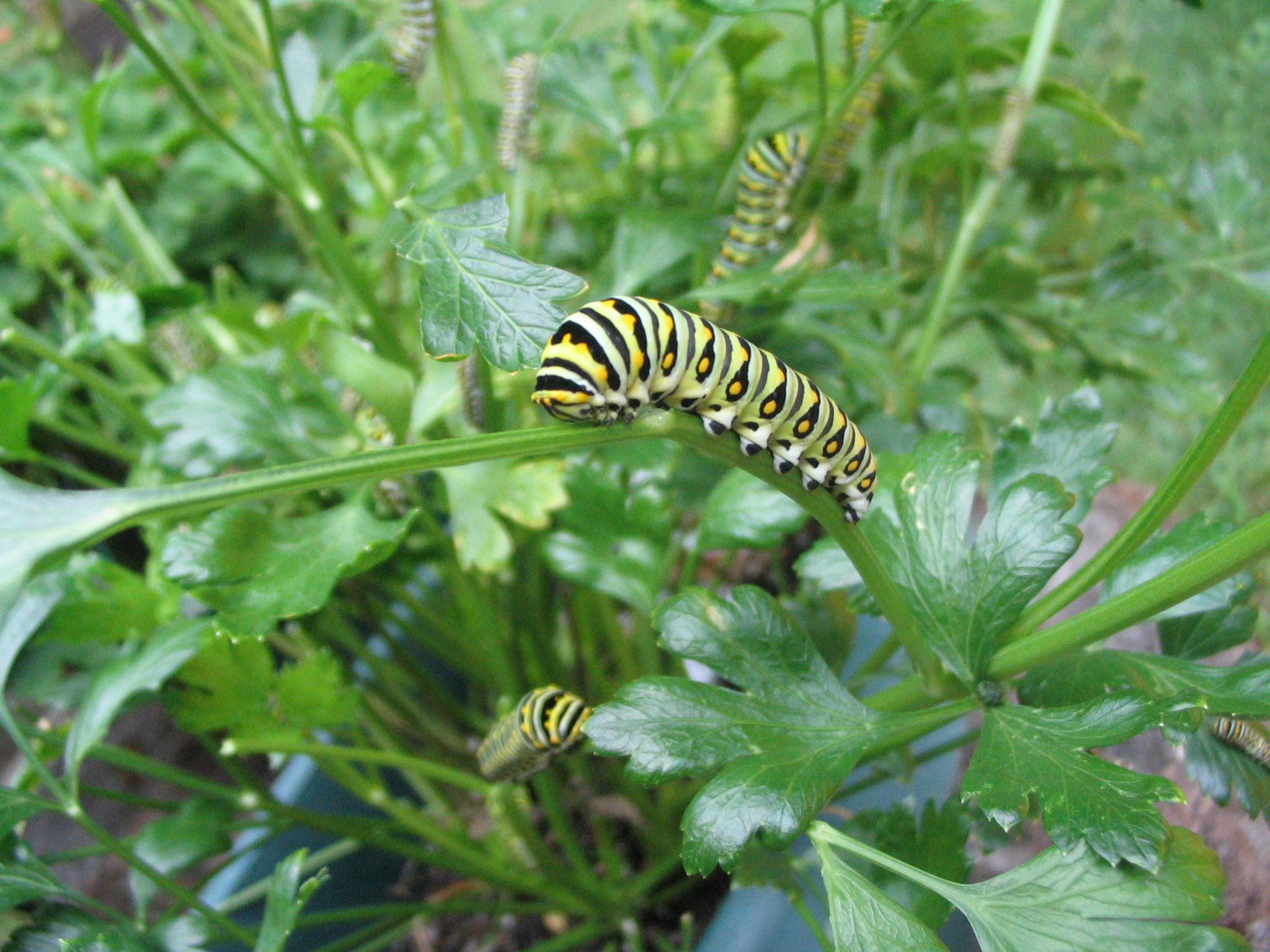
Papilio polyxenes

## Soorten
- Apium annuum P.S.Short
- Apium australe Thouars
- Apium chilense Hook. & Arn.
- Apium commersonii DC.
- Apium fernandezianum Johow
- Apium graveolens L. - Selderij
- Apium insulare P.S.Short
- Apium larranagum M.Hiroe
- Apium panul (Bertero ex DC.) Reiche
- Apium prostratum Labill. ex Vent.
- Apium santiagoensis M.Hiroe
- Apium sellowianum H.Wolff